# (162466) Margon
(162466) Margon est un astéroïde de la ceinture principale.

## Description
(162466) Margon est un astéroïde de la ceinture principale. Il fut découvert le 4 mai 2000 à l'observatoire d'Apache Point par le programme Sloan Digital Sky Survey. Il présente une orbite caractérisée par un demi-grand axe de 2,97 UA, une excentricité de 0,09 et une inclinaison de 1,0° par rapport à l'écliptique.

## Compléments